# Пол Мік
Пол Мік (англ. Paul Mick; нар. ) — колишній австралійський тенісист.
Найвищу одиночну позицію світового рейтингу — 437 місце досяг 13 жовтня 1986, парну — 370 місце — 30 листопада 1987 року.

## Титули на челленджерах

### Парний розряд: (1)
| Рік  | Турнір              | Покриття | Партнер     | Суперники              | Рахунок       |
| ---- | ------------------- | -------- | ----------- | ---------------------- | ------------- |
| 1988 | Тасманія, Австралія | Килим    | Чарлтон Ігл | Шейн Барр Роджер Рашід | 7–6, 4–6, 7–6 |